# Клеа
Клеа (англ. Clea) — супергероїня з коміксів американського видавництва Marvel Comics . Вона є ученицею та коханою Доктора Стренджа, а також його наступницею на посаді Верховного мага Землі.
Незважаючи на своє позаземне походження, Клеа, будучи донькою Оріні, князя містичного царства Темного виміру, і представниці раси енергетичних істот Фолтейн на ім'я Умар, виглядає як звичайна людина. Крім того, вона доводиться племінницею демонічному тирану Дормамму . Благородна Клеа вважається законною правителькою Темного виміру, з якого колись було вигнано Дормамму і яке він згодом завоював.
Вона посіла 28-е місце серед «100 найсексуальніших жінок у коміксах» за версією Comics Buyer's Guide .

## Історія публікацій
Клеа була створена сценаристом Стеном Лі та художником Стівом Дітко і вперше з'явилася в Strange Tales #126 (листопад, 1964 року). Вона була введена в сюжетну арку, де Доктор Стрендж вперше зіштовхнувся зі своїм найлютішим ворогом Дормамму. Ім'я Клеа не було виявлено протягом декількох випусків і її персонажа називали «таємнича сивоволоса дівчинка» або «полонена жінка». Пізніше було виявлено, що її батько є одним із учнів Дормамму . Ім'я Клеа, зрештою, стало відомо через два роки .
Спочатку, ніщо не вказувало на зв'язок між Клеа та Умар або хоча б те, що вони знають один одного . Пізніше стало відомо, що вона донька Умар, а її батько Оріні — учень Дормамму та правитель Темного виміру.
У 2004 році Клеа з'явилася в серії Witches з Дженніфер Кейл, Сатаною та Топаз.
Браян Майкл Бендіс описав Клеа так: "Клеа є господинею Темного виміру і вона колишня подруга / дружина Стренджа. Вона навчалася у Стренджа просто у його будинку. Вона була для Стренджа тим, ким Стрендж був для Старійшини (Вчитель Стренджа у містичних мистецтвах). Але як повелительки темряви, її не було в цій ролі значно багато останнім часом. І хто збирається сприймати її всерйоз у таких штанах? « .
Після подій коміксу Death of Doctor Strange 2021 року, Клеа стає новим Верховним магом Землі та виступає головною героїнею власної сольної серії Strange, написаної Джедом Маккеєм.

## Біографія
Клеа була донькою князя Оріні, який був законним спадкоємцем Темного виміру, та Умар, сестри Дормамму. Умар відмовилася виховувати їхню дочку та вихованням зайнявся Оріні. Він заборонив комусь говорити Клеа про її походження . Через багато років Клеа, що подорослішала, спостерігала за Доктором Стівеном Стренджем і була вражена його мужністю. Вона попередила його про наближення Дормамму, а той покарав її за зраду. Стрендж змусив Дормамму звільнити її, проте вона залишилася єдиним союзником Стренджа у Темному вимірі і незабаром знову стала бранцем свого дядька.
Умар взяла Клеа в заручниці і мало не вбила її . Старійшина відправив Клеа в кишеньковий вимір, щоб урятувати їй життя. Вона була знайдена та врятована Доктором Стренджем, після чого вирушила на Землю, щоб жити з ним .
Пізніше вона була захоплена Срібним кинджалом. Завдяки духу Стренджа, що знаходився в її тілі, разом їм вдалося перемогти Срібного кинджала . Потім Умара напала на Клеа на Землі і та боролася з нею .
Пізніше Клеа і Стрендж запобігли повстанню у Темному вимірі, де Клеа дізналася, що Умар — її мати і перемогли її у містичній битві. Клеа показала мешканцям Темного виміру, що Умар не дбала про своїх підданих і була готова жертвувати їх життям, щоб зупинити її. Ті дійшли спільної думки, що Клеа має стати новою королевою Темного виміру. На її голові з'явилося „Полум'я Регента“, яке зробило її досить сильною, щоб вигнати своїх батьків із Темного виміру та зайняти трон .
Клеа і Стрендж обмінялися присягами і одружилися за законами Темного виміру . Декілька місяців потому Дормамму повернувся в Темний вимір, щоб захопити владу. Клеа стала приманкою для Доктора Стренджа, проте разом їм вдалося зупинити Дормамму. Умар, дізнавшись, що її дочка одружилася, не захотіла завдавати їй шкоди і допомогла в битві проти Дормамму. Умар та її коханець Барон Мордо стали правити Темним виміром, але обіцяли не зловживати своєю владою. Клеа неохоче погодилася і повернулася на Землю зі Стренджем .
Через деякий час їй явився житель Темного виміру, який розповів їй, що Умар і Мордо зрадили її довіру. Пізніше з'ясувалося, що це був Дормамму у маскуванні .
Протягом багатьох років Клеа не з'являлася на сторінках Marvel. Проте вона кілька разів була згадана Доктором Стренджем, наприклад, коли він сказав Ілюмінатам, що Клеа покинула його, щоб запобігти повстанню в Темному вимірі .
Клеа повертається і з'ясовується, що вона знаходилася в залі Одіна, щоб допомогти Валькірії воскресити Аннабель Ріггс. Пізніше Клеа приєдналася до Захисників .

## Сили та здібності
Клеа є Верховною чарівницею темного виміру, що має високі повноваження, пов'язані з маніпуляцією магією для різних ефектів. Вона демонструє такі здібності як телекінез, телепортація між вимірами, вивільнення магії як магічний заряд, а також левітацію, гіпноз, читання думок, контроль над розумом, а також надлюдські можливості. Імовірно, вона має ті ж заклинання, що і її колишній наставник Доктор Стрендж. Будучи наполовину Фелтайном, Клеа, можливо, здатна поглинати енергію, як Умар та Дормамму. Клеа має довголіття, проживши кілька століть і практично не постарівши за цей час. Полум'я Регента нагородило її ще більшою магічною силою. Доктор Стрендж також навчив її рукопашному бою.

## Альтернативні версії

### Marvel 1602
У всесвіті 1602 року Клеа є дружиною англійського лікаря доктора Стівена Стренджа. Після загибелі Стренджа вона відкриває портал і повертається у власний світ .

### Earth X
Насправді Earth X Клеа зраджує Лікаря Стренджа і вбиває його, за наказом її коханця Локі, ставши Верховною чаклункою цієї дійсності. Її зраду виявив Брюс Беннер, після чого її було ув'язнено Тором в Асгарді . Доктор Стрендж повертається до життя і звільняє його, бажаючи відновити стосунки, але вона відмовляється, посилаючись на те, що він досі не розуміє його .

### Ultimate Marvel
У Ultimate Marvel Клеа показана як вдова знаменитого чарівника Доктора Стефана Стренджа, який зник безвісти. Від нього вона народила сина — Стефана Стренджа молодшого. Мабуть, тутешня Клеа не має магічних здібностей .

### MODOK Assassin
У коміксі MODOK Assassin Клеа — протилежність свого прототипу. Вона ненавидить Доктора Стренджа і є коханою Барона Мордо, якого сама називає на ім'я. Також вона зневажає МОДОКа і часто просить Карла вбити його, але тому потрібний добрий спільник. У результаті, після нападу Мордо на Анжелу і МОДОКу, вони самі вирішують все ж таки вбити Джорджа, але Анжела вбиває Клеа, викликавши блискавку, а МОДОК спочатку відрубує Барону Мордо руку, а потім вбиває, хоча хотів здати його Думу.

## Поза коміксами

### Телебачення
Клеа, поряд з Доктором Стренджем, з'являється як камео в одній із серій мультсеріалу " Люди Ікс " 1992 року. Коли Роуг, Гамбіт та Росомаха знаходяться на гірськолижному курорті, поряд з ними знаходяться Клеа та Стрендж.

### Кіно
- У фільмі «Доктор Стрендж» 1978 роль Клеа виконала Анна-Марія Мартін[24]. Тут Клеа — звичайна дівчина, яка не має ніяких містичних здібностей на ім'я Клеа Лейк. Вона стає пішаком у грі Морган ле Фей. Щоб врятувати життя Клеа, Доктору Стенджу потрібно потрапити до магічного світу, де відбувається битва між добром та злом.
- Клеа згадується у повнометражному мультфільмі «Доктор Стрендж» 2007 року, у розмові між Стренджем і Вонгом як одна з найперспективніших студенток. У фіналі Стрендж мав навчати її та інших учнів магічним мистецтвам, проте вони так і не були показані.

#### Кінематографічний всесвіт Marvel
- Шарліз Терон виконала роль Клеа в першій сцені після титрів фільму «Доктор Стрендж: У мультивсесвіті божевілля» (2022)[25] .

### Відеоігри
- Клеа з'являється як неграбальний персонаж у грі Marvel: Ultimate Alliance, де її озвучує Марабін Джеймс[26] .
- Кері Волгрен озвучує Клеа у грі Marvel Heroes[26] .
- Клеа є грабельним персонажем у грі Marvel: Future Fight для Android та IOS.
- У грі LEGO Marvel Super Heroes 2 Клеа представлена як ігровий персонаж[27] .